# Борат Сагдиев
Бо̀рат Сагдиев (латиница: Borat Sagdiyev) („роден“ на 30 юли 1972 г.) е измислен казахски журналист, създаден и игран сатирично от британския комик от еврейски произход Саша Барон Коен и главен герой във филма Борат: Културен обмен с Америка за напредък на великия братски казахстански народ и Борат 2.
Борат излиза редовно в Да Али Джи Шоу за Чанъл Фор със скечове в които той често използва скандално поведение и действия и реакциите на неподозиращи нищо хора около него. В някои случаи гостите на Борат се присъединяват към антисемитизма и женомразието му, като се съгласяват с него, а други се опитват да му обяснят западните ценности.

## Произход на персонажа и биография
Борат еволюира от предишни образи, развити от Барон Коен – първо един безименен молдовски телевизионен репортер (за LWT/Granada TV и Комеди Нейшън на БиБиСи) и по-късно албански телевизионен репортер на име Кристо (за Парамаунт Комеди Чанъл, всъщност базиран на Джеймс Кристенсън, приятел на Коен). В крайна сметка Саша Барън Коен се спира на Казахстан като родина на измисления персонаж. Заради стабилната популярност на другата роля на Коен – Али Джи, Борат временно остава на заден план. Истинският успех на героя идва след създаването на The Ali G Show, в което Борат често се появява в отделните епизоди със собствена рубрика.
Според измислената му биография, Борат Сагдиев е роден на 17 февруари 1972 година в село Кусек, Казахска ССР, с майка Асимбала Сагдиева и баща Болток (местният изнасилвач). Борат има умствено изостанал брат (Било) и сестра-проститутка (Наталия), и е имал много последователни бракове. Според множество интервюта с Коен в ролята му, Борат е посещавал университета в Астана, където завършва журналистика, английска филология и науки за чумата. Похвалва се с разработката на 5 нови чумни щама, които „убиват 5 милиона кози в Узбекистан“ (най-мразената от казахстанците държава). Преди това се е занимавал с „правене на лед“, лов на цигани и поддръжка на компютри, изразяваща се в почистване на умрели птици от вентилаторите на компютрите. След това започва работа като журналист и телевизионен говорител.
Борат е отявлен женомразец, антисемит и антициганист, което е норма в страната му. Според него да се дават права на жените е като да „дадеш на маймуна да кара кола“.